# Joseph Gould
Joseph Gould (* 30. Januar 1915; † 11. Juli 1993) war ein US-amerikanischer Gewerkschafter, Journalist und Nachrichtendienstoffizier des OSS im Zweiten Weltkrieg.

## Leben
1938 wurde Gould zum Vorsitzenden der Gewerkschaft der Filmjournalisten gewählt.
1942 meldete er sich zur US-Armee, es erfolgte eine Rekrutierung zum OSS, die ihn zum Leiter der Labor Division der OSS-Dienststelle in London machte. In dieser Funktion übernahm er die Leitung der Operation Hammer, bei der er 1943 den Auftrag erhielt, geeignete deutsche Emigranten in Großbritannien für einen Aufklärungseinsatz in Deutschland zu finden. Über einen Buchhändler bekam er Kontakt zu Jürgen Kuczynski, dessen Vater Robert René Kuczynski zum Präsidenten der Bewegung Freies Deutschland in Großbritannien gewählt worden war.
Erich Henschke erstellte in Absprache mit der sowjetischen GRU-Zentrale eine Liste potentieller OSS-Agenten; darunter Paul Lindner, Anton Ruh und  Adolf Buchholz aus Berlin, Kurt Gruber aus dem Ruhrgebiet, Werner Fischer aus Leipzig, Walter Strüwe aus Frankfurt am Main und Emil Konhäuser aus Bayern, die nach einer von Gould geleiteten Ausbildung zum Einsatz kamen. Die erste Mission Kurt Grubers scheiterte, da die Transportmaschine am 20. März 1945 in schlechtem Wetter abstürzte, wobei Gruber und die Crew umkamen. Lindner und Ruh konnten hingegen in Deutschland per Fallschirm landen und in Berlin nicht nur Informationen für die Alliierten sammeln, sondern auch noch eine Widerstandszelle aufbauen. Buchholz konnte zwar in Deutschland landen, aber nicht mehr operativ tätig werden. Fischer wurde versehentlich von Rotarmisten getötet. Konhäuser und Strüwe konnten über Bayern abspringen und durch Nachrichtenübermittlung an amerikanische Truppen die Befreiung des KZ Dachau unterstützten.
Nach dem Krieg erhielt Gould den Dienstgrad eines Captains sowie den Bronze Star als Auszeichnung durch die US-Armee, der am 25. Januar 2010 an seinen Sohn Jonathan S. Gould ausgehändigt wurde. Dieser veröffentlichte 2020 auch ein Buch über die von seinem Vater geleiteten OSS-Operationen. 
1946 wurde Gould aus dem Armeedienst entlassen, er kehrte nach New York zurück und nahm dort seine Arbeit als Filmpublizist und Werbefachmann wieder auf. Von 1983 bis 1991 war er PR-Chef des Center for Defense Information in Washington, D.C.

## Schriften
- An OSS Officer's Own WW II Story: Of His Seven German Agents and Their Five Labor Desk Missions into Warring Germany. (Washington, DC, 1989)